# Шиповские курганы
Шиповские курганы — группа погребальных курганов I—IV веков нашей эры. Получили своё именование по ближайшей железнодорожной станции Шипово в Западно-Казахстанской области.
В ходе археологических изысканий, проводимых преподавателями и студентами Саратовского университета в 1920-х годах, была установлена принадлежность захоронений представителям знати племен скифо-сарматского происхождения, предположительно — аланам. В ходе экспедиции были найдены скелеты мужчин, женщин, с остатками одежды, в том числе — шелковой, а также украшения из золота, бронзы, стекла, многочисленные элементы конской сбруи.